# Francistown
Francistown è la seconda città del Botswana, con una popolazione di 113.315 abitanti (agglomerato urbano - censimento 2001), ed è spesso descritta come la "capitale del Nord". Si trova nel Botswana orientale, a circa 400 km a nord-nordest dalla capitale Gaborone. Francistown si trova alla confluenza dei fiumi Tati ed Inchwe e vicino al fiume Shashe (affluente del Limpopo) ed a 90 km dal confine con lo Zimbabwe. Francistown era il centro della prima corsa all'oro dell'Africa meridionale, ed è tuttora circondata da vecchie miniere abbandonate.

## Storia
Sebbene le tracce dell'insediamento umano risalgano a circa 80.000 anni fa, le testimonianze scritte sono molto più recenti. I Ndebele attraversarono la zona negli anni 1820 diretti a Bulawayo, portando con sé la loro cultura ed influenzando la zona del Kalanga del Botswana nord-orientale. Secondo la tradizione Nyangabgwe fu il villaggio più vicino a Francistown ad essere stato visitato dagli Europei, quando fu visitato da Robert Moffat. Moffat fu seguito da un cercatore d'oro, Karl Mauch, che nel 1867 trovò l'oro lungo il fiume Tati.
L'attuale città fu fondata nel 1897, come insediamento vicino alla miniera di Monarch. La città prende nome da Daniel Francis, un cercatore d'oro inglese che acquistò licenze minerarie nella regione nel 1869. Francis era il direttore della Tati Concessions Company, che possedeva tutte le terre nell'insediamento. Il centro della nuova città fu creato quando l'azienda vendette 300 lotti nell'agosto di quell'anno. La miniera di Monarch non era l'unica operativa in quel periodo, e si credeva che Francistown sarebbe cresciuta rapidamente.
All'inizio la città consisteva di una strada che correva ad est della ferrovia. In questa strada si trovavano diverse aziende, tra cui un albergo, negozi all'ingrosso ed al dettaglio e tre banche. Dietro di queste vi erano le case dei pochi colonizzatori bianchi. Zone segregate furono create per i coloureds ed i neri nella township di Satellite e tra la ferrovia ed il fiume, rispettivamente. Dopo l'indipendenza del Botswana nel 1966, Francistown non fu più segregata.

## Società

### Etnie e minoranze straniere
I Bakalanga, il secondo gruppo etnico del Botswana, sono tradizionalmente distribuiti intorno alla città ed i dintorni. Recentemente, la città ha visto un grande afflusso di immigrati clandestini dal vicino Zimbabwe .

## Infrastrutture e trasporti

### Ferrovie
La città è un importante hub dei trasporti. Una linea ferroviaria collega la città con Harare nello Zimbabwe via Bulawayo. La stessa linea collega Francistown con Gaborone nel sud del paese.

### Strade
Strade asfaltate collegano la città con Lobatse a sud, con Ramokgwebana a nord e con Kazungula via Nata. 

### Aeroporti
La città ha anche uno scalo aeroportuale, l'aeroporto di Francistown, di tipologia mista civile e militare, situato a circa 2 km dalla città e che permette di collegarsi i principali centri del paese tramite voli di linea regionali. Nel 2003, vi sono transitati 29.223 passeggeri.
Di notevole rilievo è stata la campagna per la costruzione di un ospedale. Portata avanti da Lorenzo Chiusole, missionario italiano particolarmente attivo nella zona, la campagna ha portato alla realizzazione del più grande e moderno centro ospedaliero del Botswana. Operativo dal 2006 dispone di 2335 posti letto.

## Geografia antropica

### Suddivisioni amministrative
- Aero Drome (Extension 127)
- Area D1
- Area Donga (Extension 136)
- Area G (Extension 112)
- Area L (Extension 111)
- Area W
- BDF Area W

- Block 1
- Block 2
- Block 3
- Block 4
- Block 5
- Block 6
- Block 7
- Block 8
- Block 9
- Block 10

- Blue Town (Area S)
- Blue Town (Extension 130)

- BMC
- Central Industrial Area
- Dumela Industrial Area
- Educational District.

- Gerald Estates (Extension 10)
- Maipahela
- Military Garrison II-Donga B
- Military Garrison One
- Minestone (Area A) Ext 107
- Molopo Estates

- Monarch East (Extension 133)
- Monarch North (Extension 134)
- Monarch South (Extension 132)
- Monarch West (Extension 131)

- Ntshe
- Prison
- Railway Area
- River Side North (Ext 129)
- River Side South

- Satellite (Extension 105)
- Satellite North (Ext 106)
- Selepa
- Somerset East (Extension 103)
- Somerset East (Extension 104)

- Tati West (Extension 126)
- Township (Area C) Ext 110
- White City (Extension 128)